# Шишланово (Ярославская область)
Шишланово — деревня Ломовского сельского округа в Октябрьском сельском поселении Рыбинского района Ярославской области.
Деревня расположена на правом высоком берегу реки Волги, в юго-восточной части поселения, примерно в 2 к северо-востоку от автомобильной дороги Р151 Рыбинск-Ярославль, с которой связана дорогой, идущей в южном направлении. Пространство между деревней и дорогой Ярославль-Рыбинск занято лесом. С северо-запада к Шишланово непосредственно примыкает деревня Подносково, а с юго-востока, на расстоянии около 500 м, отделенная оврагом, расположилась деревня Ильинское, последний населённый пункт Рыбинского района, вниз по правому берегу Волги. Между Ильинским и волжским берегом расположен дом отдыха. На противоположном левом берегу Волги уже территория Тутаевского района — урочище Деевское. Ширина Волги у деревни около 800 м .
На плане Генерального межевания Борисоглебского уезда 1792 года указано село Монево Шишланово тож. В 1825 Борисоглебский уезд был объединён с Романовским уездом. По сведениям 1859 года село относилось к Романово-Борисоглебскому уезду .
На 1 января 2007 года в деревне числилось 3 постоянных жителя . Почтовое отделение, расположенное в деревне Дюдьково, обслуживает в деревне 6 домов .